# Gligorești (okręg Alba)
Gligorești – wieś w Rumunii, w okręgu Alba, w gminie Vidra. W 2011 roku liczyła 16 mieszkańców.